# Majdanek koncentrationslejr
Majdanek  eller Maidanek (oprindeligt KZ-lager Lublin) var en tysk koncentrationslejri Lublin i Polen under anden verdenskrig . Lejrens officielle navn var Konzentrationslager der Waffen-SS Lublin, men den polske befolkning kaldte den Majdanek (= lille Majdan) fordi den var en tilvækst til bydelen Majdan Tatarski. Lejren lå meget synlig på de store, svagt skrånende jorder syd for lufthavnen. Der var frit indsyn fra alle sider, ikke mindst fra hovedvejen mod øst, der gik langs med hegnet. Fra Lublins centrum kunne befolkningen se vagttårne, pigtrådshegn og ikke mindst det store krematorium på lejrområdets højeste punkt. Indimellem blev ovnene så varme, at flammerne slikkede op fra den høje skorsten, mens den voldsomme træk i ovnene larmede, så det kunne høres et godt stykke væk. 

## Historie
Majdanek åbnede i 1941  som en ren krigsfangelejr efter felttoget mod Sovjetunionen. Himmler indgik en aftale med Wehrmacht om, at SS skulle overtage ansvaret for 325.000 sovjetiske krigsfanger. Der skulle i tillæg til hovedlejren bygges en række underlejre. De eksisterende tvangsarbejdslejre for jøder i Lublin-distriktet skulle også udvides som en del af SS' industrielle virksomhed. Tanken var at fremstille mest muligt af det udstyr, SS havde brug for, ved hjælp af tvangsarbejde og fanger. Oprindeligt var Majdanek beregnet til op til 50.000 fanger, men i december 1941 var tallet tredoblet til 150.000 fanger. Fortsat var der kun tale om krigsfanger. Himmlers drømme om en kæmpelejr i Lublin blev dog standset af den alvorlige mangel på bygningsmateriale i 1942. Lejren forblev en byggeplads al den tid, den eksisterede, beregnet til "kun" 50.000 fanger. 
Lejren var en af de seks nazistiske udryddelseslejre og en del af Operation Reinhard, hvis formål var en total udryddelse af de polske jøder, som de andre udryddelsescentre som Auschwitz, Chelmno, Belzec, Sobibor og Treblinka. Forskere tilknyttet Majdanek-museet mener, at 78.000 blev dræbt i lejren, heraf 59.000 jøder blandt andet fra Warszawa-ghettoen. Ellers blev syge fanger i stor udstrækning bragt fra andre lejre til Majdanek for at dø der.  Op til 235.000 mennesker mistede livet i lejren. Mange omkom af sult og sygdom.
I 1942 blev der indrettet gaskamre i lejren, hvor de internerede blev dræbt ved hjælp af kulilte og Zyklon B. Zyklon B efterlader en stærk blågrøn farve på væggene, som kunne ses i flere af værelserne i badebarakken. 
8. april 1944 blev 2.700 mandlige fanger evakueret fra sygebarakken til Auschwitz. Fangerne magtede ikke at gå og blev derfor kørt i biler ned til banegården, hvor de blev smidt ind i kreaturvogne, som om de var sække. Den frygtede Anton Thumann havde kommandoen og forlangte, at alle på transportlisten skulle med, selv om de i mellemtiden var døde. Mere end 80 lig blev lastet. Kun 1.239 af fangerne nåede Auschwitz i live. 
22. juli 1944 blev 50 mandlige, ikke-jødiske fanger, udplukket på appelpladsen og sendt op til krematoriet for at hjælpe chefen dér med at få brændt ligene af 700 medlemmer af den polske hjemmehær, der var hentet fra den store borg i Lublin og skudt 19.-22.juli som oprydning før Den røde Hærs ankomst. Ligene lå strøet på jorden foran krematoriet. Fangegruppen blev imidlertid sendt tilbage, og det samme skete med en gruppe jødiske fanger, der blev hentet bagefter. Mere end 1.000 fanger var der på det tidspunkt ikke tilbage i lejren. Det hele endte med, at krematoriet, der var delvis af træ, blev stukket i brand, mens de 700 døde blev liggende udenfor, hvor den Røde Hær fandt dem.
Efter næsten tre års drift blev Majdanek befriet af den Røde Hær i juli 1944. Den var den første store koncentrationslejr, som blev befriet af de allierede styrker. Et museum blev oprettet på lejrens område umiddelbart efter befrielsen.

## Dødsmarch
På Hitlers ordre skulle koncentrationslejrfanger beholdes i Riget. De fanger fra Majdanek, der 22. juli 1944 blev tvunget ud på dødsmarch, inklusive kvinder og børn, samt fanger fra underlejren i Lipowa-gaden, talte 1.200-1.300 mennesker, der måtte gå 55 km i ét stræk, før de fik lov til at overnatte i et teglværk i Krasnik.  I alt gik de 105 km på mindre end tre døgn, uden anden mad end det brød, de fik udleveret ved dødsmarchens start.  De blev så beordret op i åbne jernbanevogne,  der langsomt og med mange stop kørte langs Wisla til Auschwitz, hvor de ankom 28.juli.  Kun 681 nåede levende frem fra Majdanek, deraf 156 kvinder.  28 unge politiske fanger var dog flygtet undervejs, godt hjulpet af lokalbefolkningen. 

## Kommandanter og stab
Blandt kommandanterne var Karl Otto Koch, Ilse Kochs mand, der havde gjort sig forhadt i Buchenwald og senere blev dømt af sine egne for korruption. Max Kögel var kommandanten, der fik bygget gaskamre i lejren, mens hans efterfølger, Hermann Florstedt, var den første til at bruge dem i større skala. Den fjerde i rækken, Martin Weiss, var indstillet på at holde fangerne i live, så de kunne være med til at holde den tyske krigsmaskine i gang. Jøder og sovjetiske krigsfanger blev behandlet som før; men fanger af andre nationaliteter blev ikke mere slået, og de måtte få pakker tilsendt. 
I Majdanek fandt man også Anton Thumann, kendt som "morderen fra Lublin". Han var vistnok oprindeligt frisør og lagde stor vægt på sit velplejede ydre. Thumann var mere frygtet end nogen anden. Han kunne finde på at køre ind blandt fangerne med sin motorcykel, plukke to mand ud helt tilfældigt, fæstne dem med hænderne til cyklen, og derefter køre af sted med øgende fart, til der ikke var andet tilbage af fangerne end knogler og oprevet hud. 
I krematoriet havde Erich Muhsfeldt kommandoen. Som faglært bager var han vant til ovne og havde i Auschwitz lært sig, hvordan man mest effektivt brænder lig. Han boede på et værelse ved selve krematoriet, så varmen fra ovnene kunne varme hans badevand op. En af hans første opgaver i Majdanek var at slette sporene efter omfattende henrettelser i skoven lige øst for lejren. Her afprøvede han forskellige teknikker, varierende fra krematorieovne til at brænde de døde på udrangerede lastbilrammer for at få dem lidt op fra jorden. 